# Hugo Gernsback

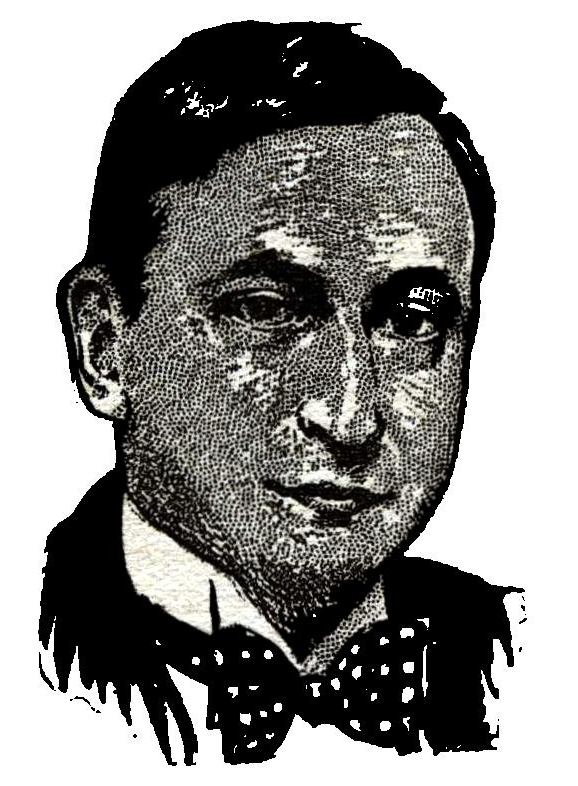
Hugo Gernsback (ca. 1929)

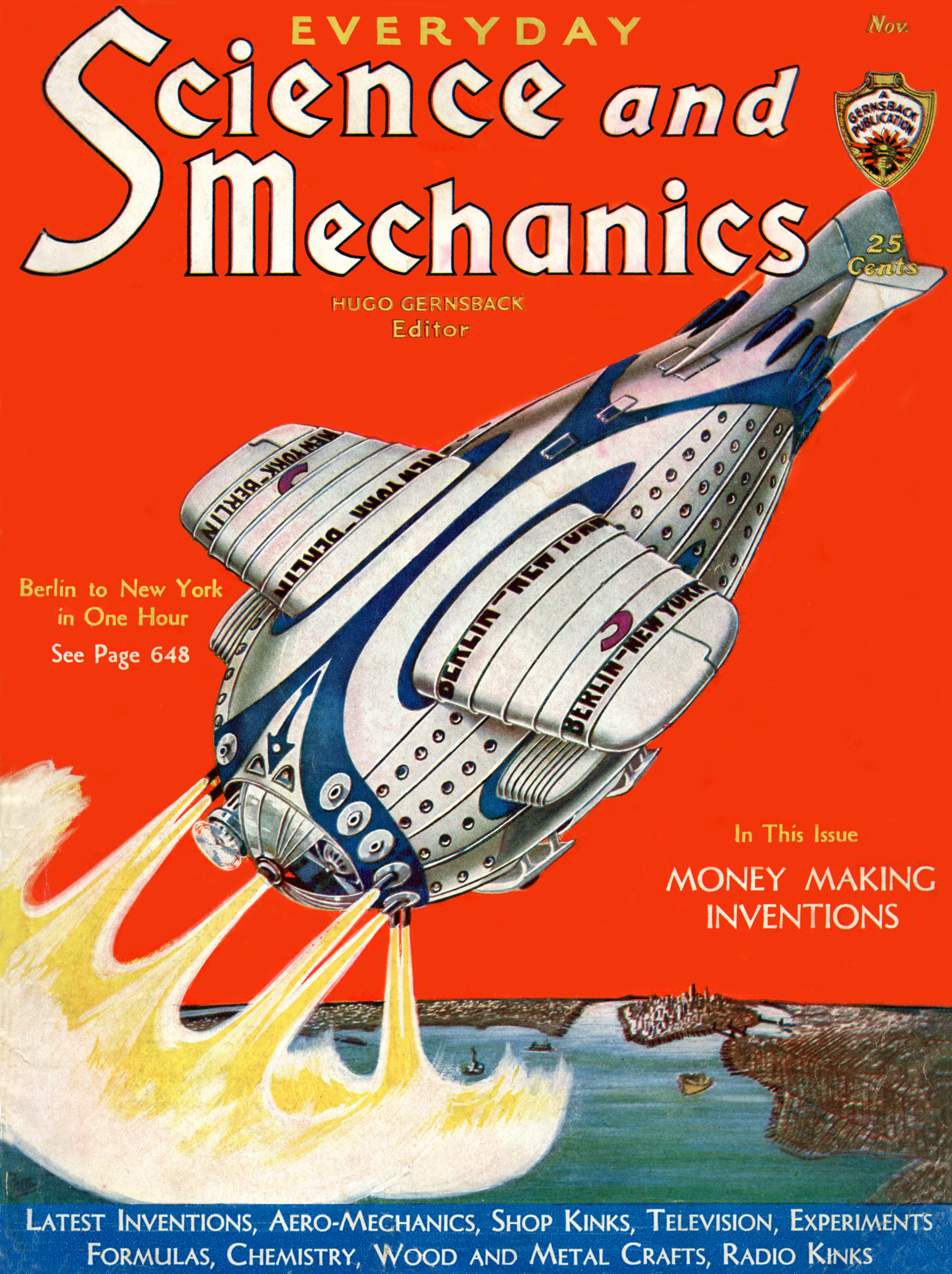
Cover van 'Everyday Science and Mechanics', november 1931

Hugo Gernsback (Luxemburg, 16 augustus 1884 - New York, 19 augustus 1967) emigreerde vanuit Luxemburg naar de Verenigde Staten in 1905. Hij is bekend geworden als sciencefictionredacteur en -schrijver. In 1925 stichtte hij het radiostation WRNY. Ook was hij betrokken bij de eerste televisie-uitzendingen.
Gernsback gaf het sciencefictiongenre een belangrijke duw in de rug door in 1926 het allereerste 'echte' SF-tijdschrift Amazing Stories op te richten. Hij speelde ook een sleutelrol bij de opkomst van het sciencefictionfandom door in zijn tijdschrift de adressen te publiceren van brievenschrijvers. De Hugo Award, samen met de Nebula Award de belangrijkste SF-prijs, is naar Gernsback vernoemd.
Gernsbacks motieven waren niet zuiver commercieel: hij wilde een nieuwe literatuur scheppen gebaseerd op strikt wetenschappelijk-didactische grondslagen en de sciencefiction ontdoen van de mystiek-spriritualistische elementen die er historisch deel van hadden uitgemaakt. Dat hij daarin slechts gedeeltelijk slaagde, wordt geïllustreerd door de naamverandering van zijn tijdschrift Science Wonder Stories (waarin voor het eerst de Engelse term science fiction opdook) tot gewoon Wonder Stories in 1930.
Gernsback schreef zelf ook, maar zijn werk valt meer op door de rijkdom aan ideeën dan door literaire kwaliteiten. Hij heeft gedurende zijn leven ook 80 patenten verworven.
- Bibsys: 1707990460347
- Bibliothèque nationale de France: cb121754262 (data)
- CiNii: DA04975705
- Gemeinsame Normdatei: 118897330
- International Standard Name Identifier: 0000 0001 0876 3705
- Library of Congress Control Number: n82241588
- Bibliotheek van het Japanse parlement: 00440780
- Nationale bibliotheek van Australië: 35120329
- Nationale Bibliotheek van Israël: 987007459886905171
- Nationale Bibliotheek van Polen: a0000003623810
- Nationale en Universitaire bibliotheek Zagreb: 000563705
- Nederlandse Thesaurus van Auteursnamen: 255769261
- SNAC: w6c55bcx
- Système universitaire de documentation: 030312752
- Trove: 832306
- Virtual International Authority File: 19720130
- WorldCat: E39PBJk4BdY3JMBqgJ9V4xjcT3